# Best
Best ( udtale ?) er en kommune og en by i den sydlige provins Noord-Brabant i Nederlandene. 
- Wikimedia Commons har flere filer relateret til Best

51°30′40″N 5°23′31″Ø / 51.511°N 5.392°Ø